# Noumena
Noumena es una banda de death metal melódico procedentes de Finlandia formada en 1998 en la ciudad de Ähtäri. El nombre del grupo proviene de la palabra noúmeno, un término filosófico utilizado por Immanuel Kant.

## Miembros
- Antti Haapanen
- Tuukka Tuomela
- Ville Lamminaho
- Hannu Savolainen
- Ilkka Unnbom

## Discografía

### Álbumes en Estudio
- Pride/Fall (2001)
- Absence  (2005)
- Anatomy of Life (2006)
- Death Walks With Me (2013)
- "Myrrys" (2017)
- Anima  (2020)

### EP
- Triumph and Loss (2006)

### Demos
- Aeons - (1998)
- For the Fragile One - (1999)
- Promo 2000 - (2000)
- Sala - (2001)
- The Tempter - (2004)